# Giulio Cesare Sacchetti
Giulio Cesare Sacchetti (ur. 1586 r. w Rzymie, zm. 28 czerwca 1663 tamże) – włoski duchowny katolicki, kardynał.

## Życiorys
Był prefektem: Trybunału Apostolskiej Sygnatury Sprawiedliwości (od 1640), Świętej Kongregacji Kościelnych Immunitetów, Świętej Kongregacji ds. Obrzędów. W 1656 stał także na czele doraźnie utworzonej kongregacji do zwalczania epidemii dżumy w Państwie Kościelnym, a w 1661 został prefektem Św. Kongregacji Soboru Trydenckiego. Legat w Ferrarze 1627-31 i Bolonii 1637-40. Uczestnik dwóch konklawe, za każdym razem wymieniany w gronie papabili. Pierwszy spośród kandydatów na papieża, wobec którego zastosowano oficjalną ekskluzywę.
Początkowo był biskupem Gravina (1623-26) i Fano (1626-35) oraz nuncjuszem apostolskim w Hiszpanii (1624-26). Kapelusz kardynalski przyjął z rąk Urbana VIII podczas konsystorza 19 stycznia 1626 r. Wpierw kardynał prezbiter S. Susannae (1626-52) i Santa Maria in Trastevere (1652), później kardynał biskup Frascati (1652-55) i Sabiny (1655-63). Podczas konklawe 1644 uznawany był za faworyta, jednak kardynał Gil Carrillo de Albornoz w imieniu króla Hiszpanii Filipa IV Habsburga zgłosił oficjalne weto wobec ewentualnego wyboru Sacchettiego. Stronnicy faworyta początkowo próbowali zlekceważyć ekskluzywę, ostatecznie jednak zmuszeni byli ustąpić. Ponownie wysuwano jego kandydaturę na konklawe 1655. Przez kilka tur otrzymywał 33 głosy, zatem do wymaganej większości brakowało ok. 10 głosów. Nie został wybrany, gdyż Hiszpanie oznajmili, że zgłoszone na poprzednim konklawe weto nie zostało wycofane i król Hiszpanii nadal nie akceptuje jego kandydatury. Choć tym razem deklaracja ta nie miała uroczystej formy ekskluzywy, faktycznie odniosła taki sam skutek.